# Bundesautobahn 73
Bundesautobahn 73 (em português: Auto-estrada Federal 73) ou A 73, é uma auto-estrada na Alemanha.
A Bundesautobahn 73 tem 180 km de comprimento.

## Estados
Estados percorridos por esta auto-estrada:
- Turíngia
Baviera